# Ư

Ilustrace

Ư (minuskule ư) je písmeno latinky, používané jen ve vietnamštině k zápisu zvuku, /y/, jako německé ü ve slově müde (unavený).

## Tóny
Protože vietnamština je tónový jazyk, má toto písmeno pět tónových variant:
- Ừ ừ
- Ứ ứ
- Ử ử
- Ữ ữ
- Ự ự